# Louise Karoline af Hessen-Kassel
Louise Karoline, prinsesse af Hessen-Kassel, (28. september 1789 – 13. marts 1867) Datter af Karl af Hessen-Kassel og Louise af Danmark. Gift med Vilhelm af Slesvig-Holsten-Sønderborg-Glücksborg 28. januar 1810.

## Børn
- Prinsesse Marie (Louise Marie Frederikke), født 23. oktober 1810, død 11. maj 1869.
- Prinsesse Frederikke (Frederikke Karoline Juliane), Hertuginde af Anhalt-Bernburg, født 9. oktober 1811, død 10 juli 1902.
- Hertug Carl af Glücksborg, født 30. september 1813, død 24. oktober 1878.
- Hertug Frederik af Glücksborg, født 23. oktober 1814, død 27. november 1885.
- Prins Vilhelm, født 10. april 1816, død 5. september 1893.
- Kong Christian 9. af Danmark, født 8. april 1818, død 29. januar 1906.
- Prinsesse Louise, Abbedisse i Itzehoe, født 18 november 1820, død 30. november 1894.
- Prins Julius, født 14. oktober 1824, død 1. juni 1903.
- Prins Hans, født 5. december 1825, død 27. maj 1911.
- Prins Nikolaus, født 22. december 1828, død 18. august 1849.

## Eksterne links
- Wikimedia Commons har flere filer relateret til Louise Karoline af Hessen-Kassel
- Glücksborg Slots officielle hjemmeside